# Der Papalagi
Der Papalagi (papalaŋ̩i) ist ein Buch des deutschen Malers und Schriftstellers Erich Scheurmann, das die Reiseberichte eines fiktiven Südseehäuptlings enthält. Es erschien erstmals 1920.
Das Buch trägt den Untertitel „Die Reden des Südseehäuptlings Tuiavii aus Tiavea“. Das aus dem Samoanischen stammende Wort Papalagi bedeutet nach Scheurmann „der Weiße“, „der Fremde“, „der Himmelsdurchbrecher“. Das Wort existiert tatsächlich im Samoanischen. Dem Leser offenbart sich Scheurmanns Erzählung als eine Art geheime Mitteilung, da er die Reden des Häuptlings Tuiavii „sicherlich gegen seinen Willen“ veröffentlichte.

## Entstehung
Der „Reisebericht“ entstand zwischen 1915 und 1920, nachdem Scheurmann von seinem Verleger einen Vorschuss für eine Südseegeschichte erhalten hatte. Scheurmann lebte ein Jahr lang auf Samoa, musste aber seinen Aufenthalt wegen des Beginns des Ersten Weltkriegs abbrechen.
Das Buch beruht zu einem gewissen Teil auf der Parabel Die Forschungsreise des Afrikaners Lukanga Mukara ins innerste Deutschland des Kolonialoffiziers und Pazifisten Hans Paasche; Plagiatsvorwürfe wurden vor Gericht verhandelt, aber nicht geklärt.

## Inhalt
Das Buch handelt von einem Häuptling Tuiavii (was ein Titel ist und nicht, wie das Buch vermuten lässt, ein Eigenname) und dessen fiktiven Reden an sein Volk. Er berichtet von seiner Reise nach Europa und warnt sein Volk vor den dort herrschenden Wertvorstellungen. Real hatte jedoch nicht ein Südsee-Häuptling Europa bereist, sondern Scheurmann das polynesische Samoa. Westsamoa war bis 1915 eine Kolonie Deutschlands. Der Autor erzählt in dem Buch wenig über die Lebensart der Bewohner Samoas; vielmehr übt er durch kindlich-naive Ausdrucksweise Zivilisationskritik an Europa und benutzt das damalige Klischee primitiver Kolonievölker zur Darstellung einfacher Weisheiten.
„Der Papalagi“ ist untergliedert in elf „Reden“, von denen hier eine Auswahl kurz vorgestellt wird:

### Vom runden Metall und schweren Papier
Vom runden Metall und schweren Papier: Der Häuptling warnt, „das runde Metall und das schwere Papier, das sie Geld nennen“, sei „die wahre Gottheit der Weißen“. Diesem Gott allein gelte ihre Aufmerksamkeit.

### Vom Beruf des Papalagi
Vom Beruf des Papalagi: Häuptling Tuiavii spricht über Berufe in Zivilisationsgesellschaften: „Etwas so oft tun, dass man es mit geschlossenen Augen und ohne alle Anstrengung tun kann. Wenn ich mit meinen Händen nichts tue als Hütten bauen oder Matten flechten – so ist das Hüttenbauen oder Mattenflechten mein Beruf. Wenn nun der Papalagi später einsieht, dass er lieber Hütten bauen als Matten flechten würde, sagt man: er hat seinen Beruf verfehlt.“

### Über Zeitschriften
Über Zeitschriften: „In diesen Papieren liegt die große Klugheit des Papalagi. Er muss jeden Morgen und Abend seinen Kopf zwischen sie halten, um ihn neu zu füllen und ihn satt zu machen, damit er besser denkt und viel in sich hat; wie das Pferd auch besser läuft, wenn es viele Bananen gefressen hat und sein Leib ordentlich voll ist.“

### Die schwere Krankheit des Denkens
Die schwere Krankheit des Denkens: Der Häuptling beschreibt das Denken der Europäer und bezeichnet es als schwere Krankheit. „Wenn einer viel und schnell denkt, sagt man in Europa, er sei ein großer Kopf. Statt mit diesen großen Köpfen Mitleid zu haben, werden sie besonders verehrt. Die Dörfer machen sie zu ihren Häuptlingen, und wohin ein großer Kopf kommt, da muss er öffentlich vor den Menschen denken, was allen viele Wollust bereitet und viel bewundert wird. Wenn ein großer Kopf stirbt, dann ist Trauer im ganzen Land und viel Wehklagen um das, was verloren ist.“

## Wirkung
Das Buch wurde in mindestens zehn Sprachen übersetzt und fand auch in Ostasien Verbreitung. Es wurde mehr als 1,7 Millionen Mal allein in deutscher Sprache verkauft. Erstaunlich oft wurden die Reden für authentisch gehalten – und nicht als literarische Fiktion gelesen, u. a. von Hanns-Hermann Kersten. Vor allem in der Zeit der Hippie-Bewegung erreichte es große Popularität. Die angeblichen Reden avancierten zu einem Kultbuch der 1968er Kulturrevolution und der grün-alternativen Bewegung. Die Neuedition eines Schweizer Verlags wurde auch vom Deutschen Taschenbuch Verlag vertrieben, ohne dass dort die Sympathien des Autors für Hitler und sein Wirken mit den Nazis Erwähnung fanden. Trotz der als rassistisch bewertbaren Gedanken hält sich Papalagi auch in deutschen Lehrplänen des 21. Jahrhunderts als „bewährte Lektüre“ (Hessen), um „interkulturelle Bildung“ (Berlin), „Auseinandersetzung mit dem Fremden“ (Bremen) oder „Zivilisationskritik“ (Nordrhein-Westfalen) zu fördern bzw. zu behandeln.
1997 brachte der kanadisch-schweizerische Autor Peter C. Cavelti eine in die englische Sprache übersetzte Version Tuiavii’s Way heraus.
2024 zitierte Murakami Haruki in Kapitel 68 seines Romans Die Stadt und ihre ungewisse Mauer den Satz „Es ist noch niemand höher geklettert, als die Palme hoch war, die seine Beine umschlungen hielten“ (S. 106 in der Ausgabe von 1922).